# Sepulkralmuseum

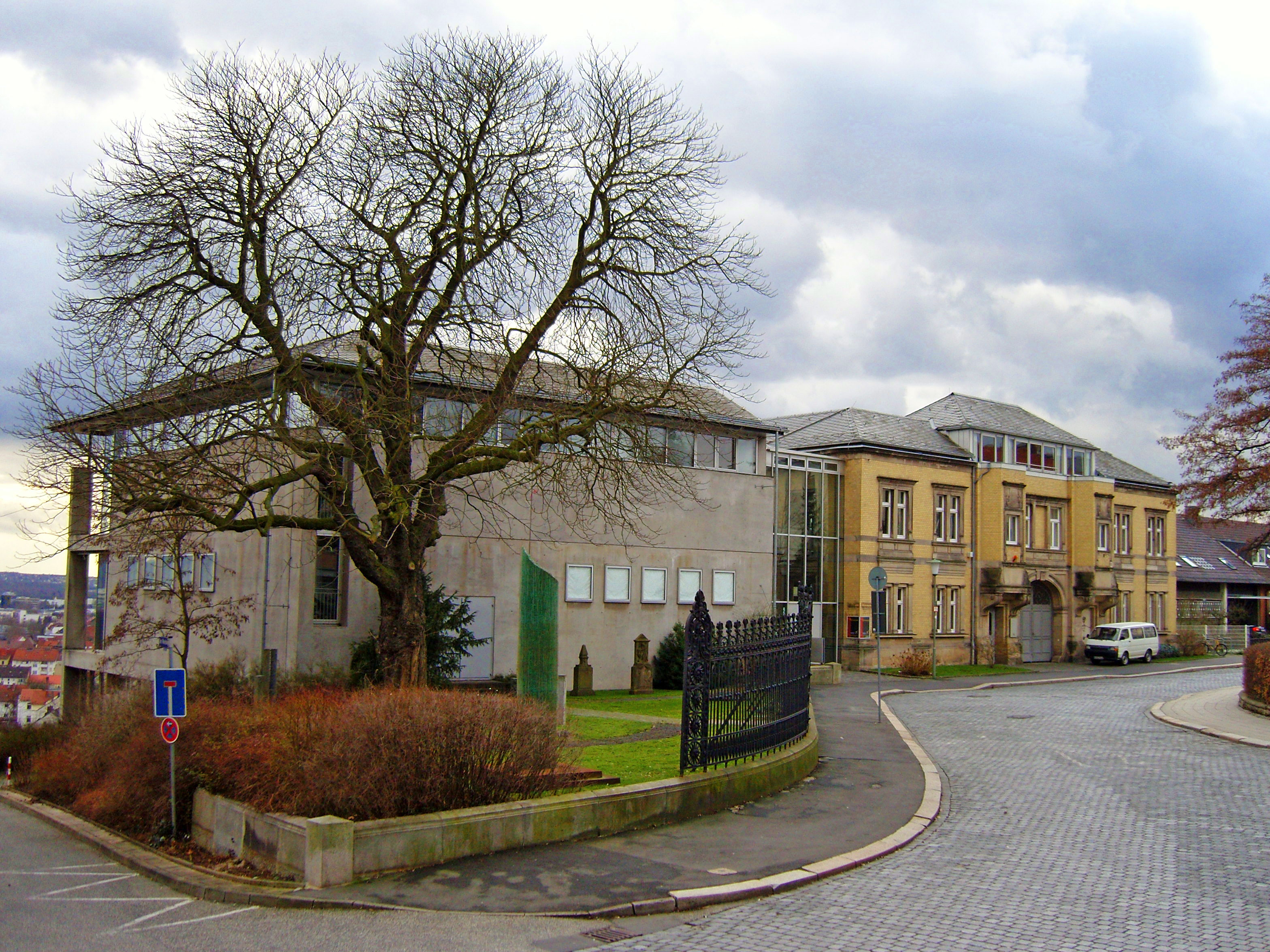
Museum für Sepulkralkultur, Kassel

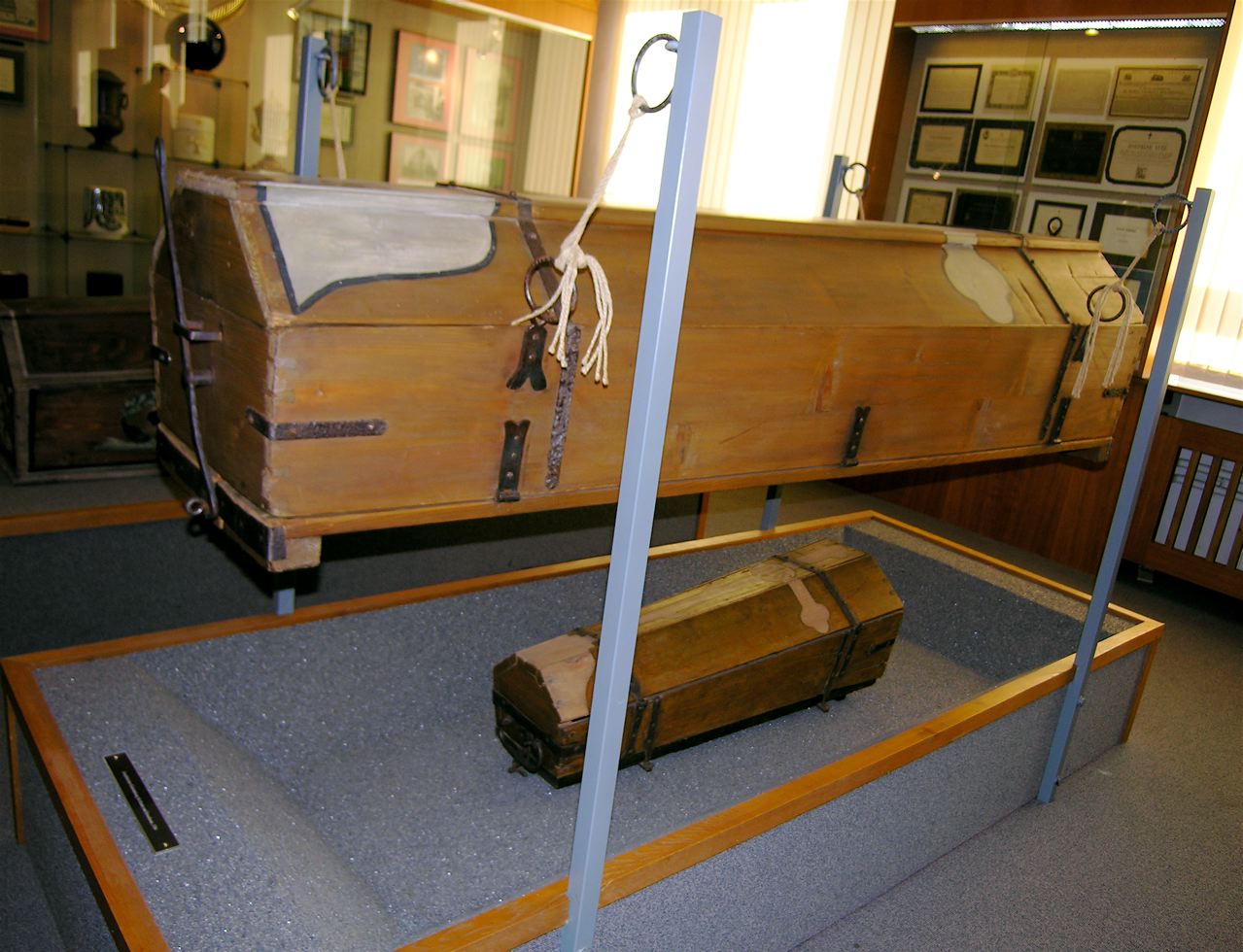
Bestattungsmuseum Wien

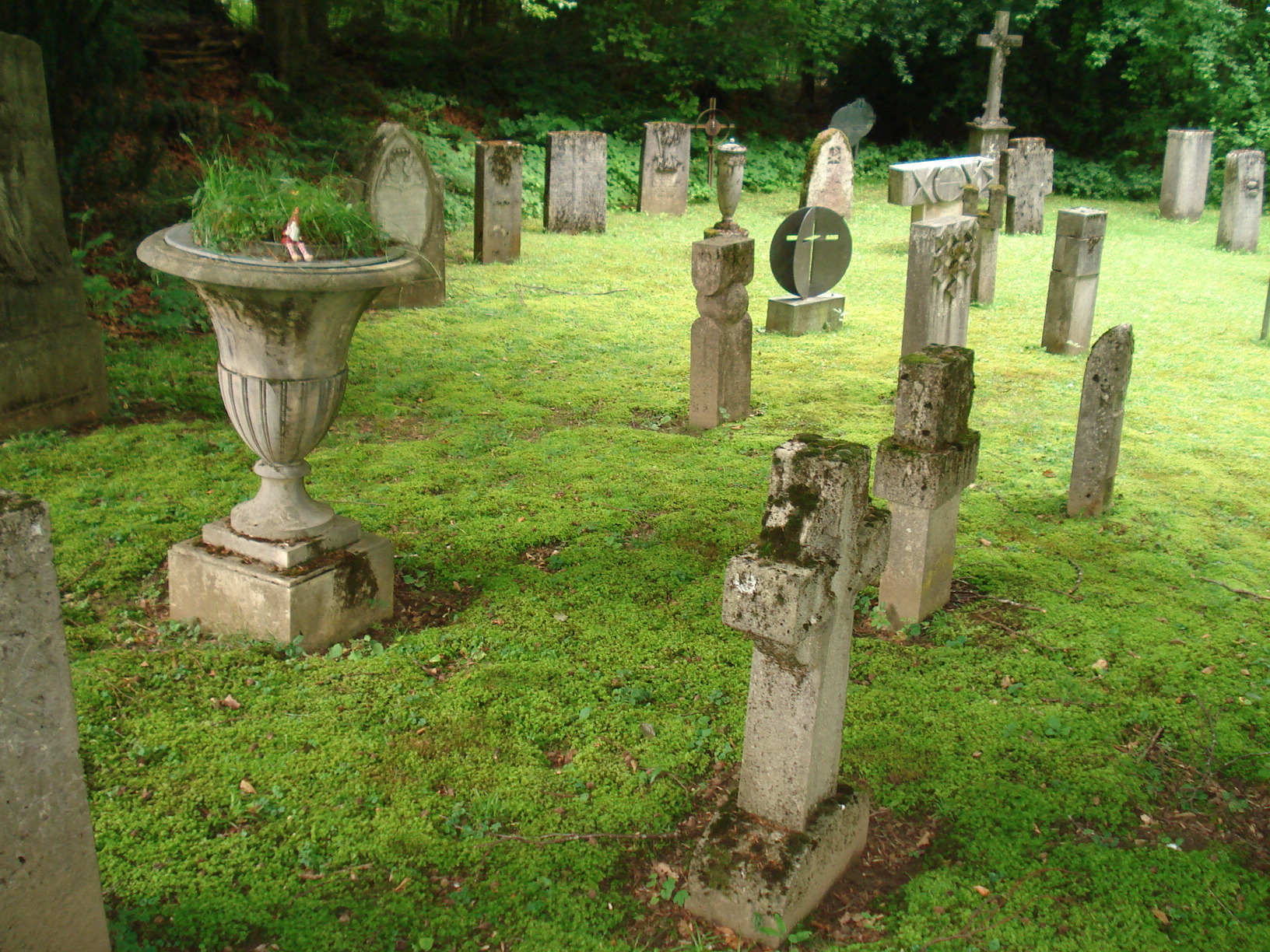
Museumsgrabfeld auf dem Schosshaldenfriedhof in Bern

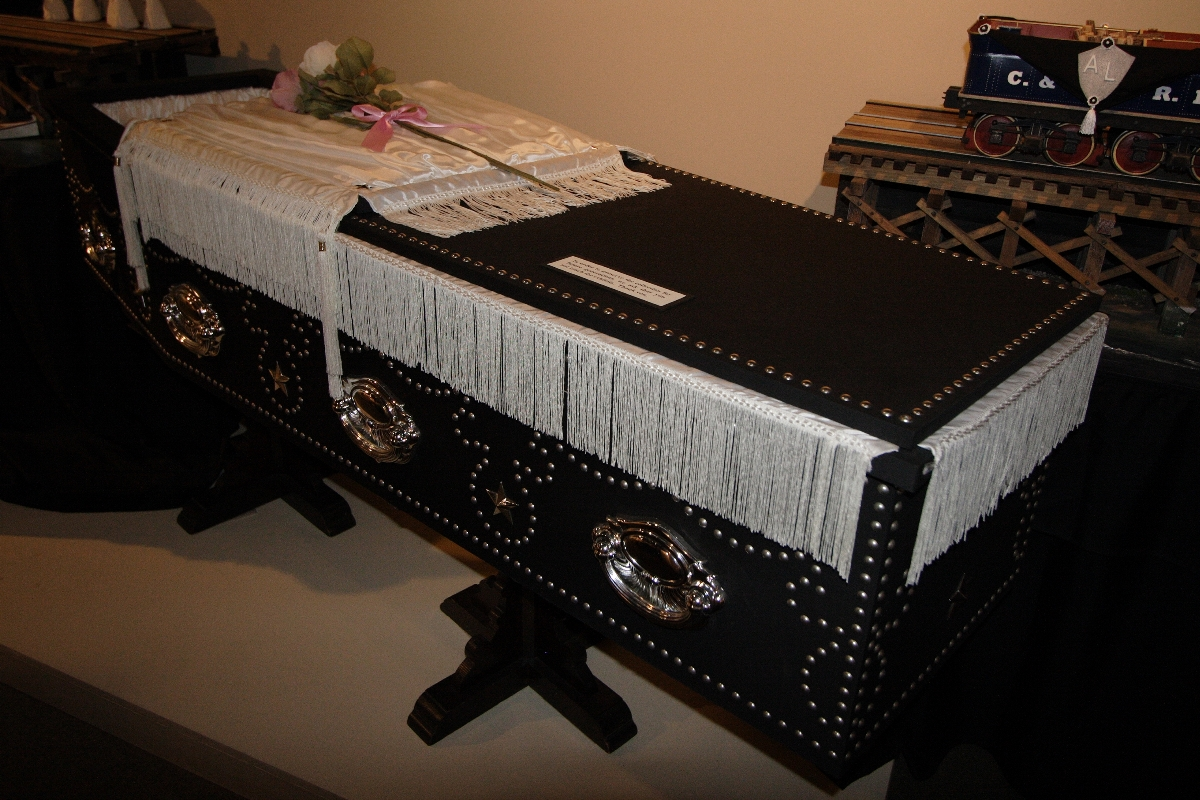
Sarg Abraham Lincolns im aufgelösten Museum of Funeral Customs, Springfield, USA

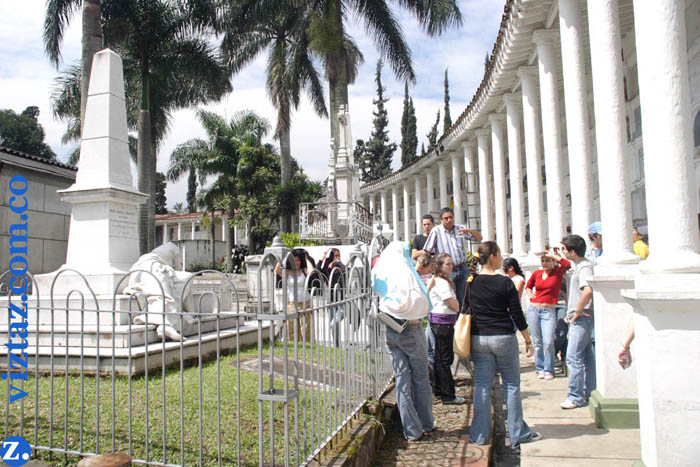
Museo Cementerio San Pedro, Medellín, Kolumbien

Ein Sepulkralmuseum (auch Bestattungsmuseum) ist ein auf Sepulkralkultur spezialisiertes Museum.

## Übersicht (Auswahl)
| Name                                         | Ort                               | Land               | Betreiber                                                                         |
| -------------------------------------------- | --------------------------------- | ------------------ | --------------------------------------------------------------------------------- |
| Musée Funéraire National                     | Paris                             | Frankreich         | Amis du Musée Funéraire National                                                  |
| Friedhofsmuseum Kühndorf                     | Kühndorf, Thüringen               | Deutschland        | Kirchengemeinde Kühndorf                                                          |
| Friedhofsmuseum Hannover                     | Hannover, Stadtfriedhof Seelhorst | Deutschland        | Stadt Hannover                                                                    |
| Grabkreuzmuseum Manfred Bergmeister          | Ebersberg                         | Deutschland        | Bergmeister Kunstschmiede                                                         |
| Graphiksammlung Mensch und Tod               | Düsseldorf                        | Deutschland        | Institut für Geschichte, Theorie und Ethik der Medizin der Universität Düsseldorf |
| Kegyeleti Múzeum                             | Budapest                          | Ungarn             |                                                                                   |
| Museo Cementerio San Pedro                   | Medellín                          | Kolumbien          | Fundación Cementerio de San Pedro                                                 |
| Museu de Carrosses Funebres                  | Barcelona                         | Spanien            | Cementiris de Barcelona                                                           |
| Museum Friedhof Ohlsdorf                     | Hamburg                           | Deutschland        | Förderkreis Ohlsdorfer Friedhof                                                   |
| Museum für Sepulkralkultur                   | Kassel                            | Deutschland        | Arbeitsgemeinschaft Friedhof und Denkmal e. V.                                    |
| Museumsfriedhof Kramsach (Tirol)             | Kramsach (Tirol)                  | Österreich         | Sagzahn – Kunstschmiede                                                           |
| Museumsgrabfeld, Schosshaldenfriedhof        | Bern                              | Schweiz            | Stadt Bern                                                                        |
| Museum of Funeral Customs (geschlossen 2009) | Springfield (Illinois)            | Vereinigte Staaten |                                                                                   |
| National Museum of Funeral History           | Houston, Texas                    | Vereinigte Staaten |                                                                                   |
| National Funeral Museum                      | London                            | Großbritannien     | Bestattungsunternehmen T. Cribb & Sons                                            |
| Nederlands Uitvaart Museum Tot Zover         | Amsterdam                         | Niederlande        |                                                                                   |
| Sammlung Friedhof Hörnli                     | Riehen                            | Schweiz            | Verein Sammlung Friedhof am Hörnli                                                |
| Steinmetzmuseum Scherer                      | Ulm                               | Deutschland        | Steinmetz Scherer                                                                 |
| Bestattungsmuseum am Wiener Zentralfriedhof  | Wien                              | Österreich         | Bestattung und Friedhöfe Wien                                                     |